# Рошамбо, Донасьен Мари Жозеф де
Донасьен-Мари-Жозеф де Вимё, виконт де Рошамбо (фр. Donatien-Marie-Joseph de Vimeur, vicomte de Rochambeau; 7 апреля 1755, Париж — 20 октября 1813, Лейпциг) — французский генерал, сын маршала Франции Жан-Батиста де Рошамбо.

## Биография
В качестве адъютанта сопровождал своего отца в Америку, где принимал участие в войне за независимость Северо-Американских штатов.
Во время революционных войн был послан в Вест-Индию, сражался с роялистами и англичанами за французские колонии, выбил англичан с Мартиники и подавил восстание чёрных рабов в Сан-Доминго.
С 21 октября 1792 года Рошамбо был губернатором Сан-Доминго и с 3 февраля 1793 года — губернатором Мартиники. Однако жестокие репрессии по отношению и к французским плантаторам и к неграм, возбудили к Рошамбо всеобщую ненависть. При поддержке англичан роялисты после полуторамесячных боёв блокируют Рошамбо в одном из фортов и последний 24 марта 1794 года вынужден сдаться англичанам.
Из плена англичане его выпускают с условием эмиграции в США и невозвращении в Европу. Рошамбо в течение полутора лет живёт в Филадельфии у друзей, однако в ноябре 1795 года возвращается во Францию и получает назначение в Итальянскую армию. С начала 1801 года он сражается в Португалии под командованием генерала Леклерка.
В том же году Рошамбо становится заместителем Леклерка в его экспедиции в Сан-Доминго. После смерти Леклерка Рошамбо возглавляет экспедиционный корпус и отличается своей жестокостью при действиях против восставших чёрных рабов. 18 ноября 1803 года Рошамбо терпит поражение от гаитянских мятежников и при бегстве с острова снова попадает в плен к англичанам.
На этот раз его под конвоем везут на Британские острова, где Рошамбо пребывает в заключении до 1811 года. После обмена военнопленными между Англией и Францией Рошамбо возвращается в своё родовое имение, где проживает как частное лицо.
7 января 1813 года Наполеон призывает Рошамбо на службу и даёт ему в командование 4-ю дивизию в корпусе Лористона. Проведя ряд сражений с союзниками в Пруссии, Рошамбо был смертельно ранен в Битве народов и умер 20 октября 1813 года в Лейпциге.
Его сын, Огюст-Филипп-Донасьен (1787—1868), во время похода Наполеона в Россию был адъютантом Мюрата.